# Cryptophorellia
Cryptophorellia  es un género de moscas de la fruta perteneciente a la familia Tephritidae.

## Especies
- Cryptophorellia elongatula
- Cryptophorellia flava
- Cryptophorellia longicauda
- Cryptophorellia madagascariensis
- Cryptophorellia minuta
- Cryptophorellia montana
- Cryptophorellia munroi
- Cryptophorellia peringueyi
- Cryptophorellia phaeoptera
- Cryptophorellia prairiensis
- Cryptophorellia stenoptera
- Cryptophorellia stuckenbergi
- Cryptophorellia tarsata
- Cryptophorellia trivittata
- Cryptophorellia vumbaensis
- Cryptophorellia zombaensis